# Tennis alla XXVII Universiade
Il torneo di tennis della XXVII Universiade si è svolto a Kazan', in Russia, dall'8 al 16 luglio 2013.

## Podi
| Evento                         | Oro                                                  | Argento                                                                            | Bronzo                                            |
| Singolare maschile (dettagli)  | Lim Yong-kyu                                         | Antso Rakotondramanga                                                              | Konstantin Kravčuk                                |
| Singolare maschile (dettagli)  | Lim Yong-kyu                                         | Antso Rakotondramanga                                                              | Maxime Quinqueneau                                |
| Singolare femminile (dettagli) | Sachie Ishizu                                        | Sabrina Santamaria                                                                 | Kateřina Vaňková                                  |
| Singolare femminile (dettagli) | Sachie Ishizu                                        | Sabrina Santamaria                                                                 | Hiroko Kuwata                                     |
| Doppio maschile (dettagli)     | Taipei Cinese Lee Hsin-han Peng Hsien-yin            | Russia Viktor Baluda Konstantin Kravčuk                                            | Corea del Sud Lim Yong-kyu Noh Sang-woo           |
| Doppio maschile (dettagli)     | Taipei Cinese Lee Hsin-han Peng Hsien-yin            | Russia Viktor Baluda Konstantin Kravčuk                                            | Bielorussia Aljaksandr Bury Andrėj Vasileŭski     |
| Doppio femminile (dettagli)    | Russia Anastasija Pavljučenkova Elena Vesnina        | Thailandia Noppawan Lertcheewakarn Varatchaya Wongteanchai                         | Bielorussia Dar''ja Lebeševa Palina Pechava       |
| Doppio femminile (dettagli)    | Russia Anastasija Pavljučenkova Elena Vesnina        | Thailandia Noppawan Lertcheewakarn Varatchaya Wongteanchai                         | Polonia Barbara Sobaszkiewicz Sylwia Zagórska     |
| Doppio misto (dettagli)        | Russia Elena Vesnina Andrej Kuznecov                 | Giappone Hiroko Kuwata Shota Tagawa                                                | Svizzera Patrick Olivier Eichenberger Lisa Sabino |
| Doppio misto (dettagli)        | Russia Elena Vesnina Andrej Kuznecov                 | Giappone Hiroko Kuwata Shota Tagawa                                                | Taipei Cinese Lee Hsin-han Lee Hua-chen           |
| Squadre uomini                 | Corea del Sud Lim Yong-kyu Noh Sang-woo Lee Jea-moon | Taipei Cinese Lee Hsin-han Peng Hsien-yin Huang Liang-chi Wang Chieh-fu            | Russia Konstantin Kravčuk Viktor Baluda           |
| Squadre donne                  | Giappone Sachie Ishizu Hiroko Kuwata Yuki Tanaka     | Russia Anastasija Pavljučenkova Elena Vesnina Ekaterina Jašina Margarita Gasparjan | Stati Uniti Sabrina Santamaria Kaitlyn Christian  |

## Medagliere
| Pos.   | Paese         |   |   |    | Totale |
| ------ | ------------- | - | - | -- | ------ |
| 1      | Russia        | 2 | 2 | 2  | 6      |
| 2      | Giappone      | 2 | 1 | 1  | 4      |
| 3      | Corea del Sud | 2 | 0 | 1  | 3      |
| 4      | Taipei Cinese | 1 | 1 | 1  | 3      |
| 5      | Stati Uniti   | 0 | 1 | 1  | 2      |
| 6      | Madagascar    | 0 | 1 | 0  | 1      |
| 6      | Thailandia    | 0 | 1 | 0  | 1      |
| 8      | Bielorussia   | 0 | 0 | 2  | 2      |
| 9      | Rep. Ceca     | 0 | 0 | 1  | 1      |
| 9      | Francia       | 0 | 0 | 1  | 1      |
| 9      | Polonia       | 0 | 0 | 1  | 1      |
| 9      | Svizzera      | 0 | 0 | 1  | 1      |
| Totale | Totale        | 7 | 7 | 12 | 26     |